# عشق خوبه
عشق خوبه (به تامیلی: Anbe Sivam) فیلمی محصول سال ۲۰۰۳ و به کارگردانی مانی راتنام است. در این فیلم بازیگرانی همچون کمال حسن، رانگاناتان مدهوان، کیران راتهود، نثار ایفای نقش کرده‌اند.